# منتخب المجر لكرة السلة للسيدات
منتخب المجر الوطني لكرة السلة للسيدات (بالمجرية: Magyar női kosárlabda-válogatott) هو ممثل المجر الرسمي في المنافسات الدولية في كرة السلة .